# فورموزا (الأرجنتين)
فورموزا (بالإسبانية: Formosa)‏ هي عاصمة مقاطعة فورموزا في الأرجنتين على ضفاف نهر باراغواي على بعد 1200 كم تقريباً من العاصمة بيونس أيريس على الطريق الدولي 11. يقدر عدد سكانها بـ 234,354 نسمة وفقاً لإحصاء عام 2010، وتبلغ مساحتها 6,195 كيلومتر مربع، وترتفع عن سطح البحر 57 متراً.
فورموزا.

## المناخ
يظهر الجدول التالي التغييرات المناخية على مدار السنة لفورموزا:
| البيانات المناخية لـفورموزا                 | البيانات المناخية لـفورموزا | البيانات المناخية لـفورموزا | البيانات المناخية لـفورموزا | البيانات المناخية لـفورموزا | البيانات المناخية لـفورموزا | البيانات المناخية لـفورموزا | البيانات المناخية لـفورموزا | البيانات المناخية لـفورموزا | البيانات المناخية لـفورموزا | البيانات المناخية لـفورموزا | البيانات المناخية لـفورموزا | البيانات المناخية لـفورموزا | البيانات المناخية لـفورموزا |
| الشهر                                       | يناير                       | فبراير                      | مارس                        | أبريل                       | مايو                        | يونيو                       | يوليو                       | أغسطس                       | سبتمبر                      | أكتوبر                      | نوفمبر                      | ديسمبر                      | المعدل السنوي               |
| ------------------------------------------- | --------------------------- | --------------------------- | --------------------------- | --------------------------- | --------------------------- | --------------------------- | --------------------------- | --------------------------- | --------------------------- | --------------------------- | --------------------------- | --------------------------- | --------------------------- |
| الدرجة القصوى °م (°ف)                       | 41.4 (106.5)                | 41.3 (106.3)                | 42.0 (107.6)                | 38.0 (100.4)                | 37.0 (98.6)                 | 32.3 (90.1)                 | 34.1 (93.4)                 | 38.0 (100.4)                | 40.3 (104.5)                | 43.7 (110.7)                | 42.0 (107.6)                | 43.5 (110.3)                | 43.7 (110.7)                |
| متوسط درجة الحرارة الكبرى °م (°ف)           | 33.8 (92.8)                 | 32.8 (91.0)                 | 31.9 (89.4)                 | 28.1 (82.6)                 | 24.4 (75.9)                 | 22.4 (72.3)                 | 22.3 (72.1)                 | 24.8 (76.6)                 | 26.3 (79.3)                 | 29.0 (84.2)                 | 30.7 (87.3)                 | 32.8 (91.0)                 | 28.3 (82.9)                 |
| المتوسط اليومي °م (°ف)                      | 27.6 (81.7)                 | 26.8 (80.2)                 | 25.7 (78.3)                 | 22.5 (72.5)                 | 18.9 (66.0)                 | 17.0 (62.6)                 | 16.3 (61.3)                 | 18.1 (64.6)                 | 19.8 (67.6)                 | 23.0 (73.4)                 | 24.7 (76.5)                 | 26.7 (80.1)                 | 22.3 (72.1)                 |
| متوسط درجة الحرارة الصغرى °م (°ف)           | 22.3 (72.1)                 | 21.9 (71.4)                 | 20.9 (69.6)                 | 18.2 (64.8)                 | 14.6 (58.3)                 | 12.9 (55.2)                 | 11.7 (53.1)                 | 13.0 (55.4)                 | 14.5 (58.1)                 | 17.9 (64.2)                 | 19.4 (66.9)                 | 21.3 (70.3)                 | 17.4 (63.3)                 |
| أدنى درجة حرارة °م (°ف)                     | 12.6 (54.7)                 | 11.0 (51.8)                 | 7.7 (45.9)                  | 4.9 (40.8)                  | −0.1 (31.8)                 | −0.8 (30.6)                 | −2.3 (27.9)                 | −2.3 (27.9)                 | 1.7 (35.1)                  | 5.3 (41.5)                  | 8.0 (46.4)                  | 9.1 (48.4)                  | −2.3 (27.9)                 |
| الهطول مم (إنش)                             | 165.7 (6.52)                | 128.7 (5.07)                | 144.8 (5.70)                | 175.0 (6.89)                | 99.3 (3.91)                 | 68.9 (2.71)                 | 47.5 (1.87)                 | 44.2 (1.74)                 | 90.8 (3.57)                 | 142.0 (5.59)                | 166.5 (6.56)                | 163.4 (6.43)                | 1٬436٫8 (56.57)             |
| متوسط أيام هطول الأمطار (≥ 0.1 mm)          | 9.1                         | 8.9                         | 8.5                         | 9.2                         | 7.7                         | 7.2                         | 5.5                         | 5.8                         | 7.6                         | 9.6                         | 9.1                         | 9.1                         | 97.3                        |
| متوسط الرطوبة النسبية (%)                   | 71.2                        | 74.3                        | 75.9                        | 79.5                        | 80.2                        | 80.8                        | 76.5                        | 71.6                        | 70.2                        | 71.8                        | 71.4                        | 70.8                        | 74.5                        |
| ساعات سطوع الشمس الشهرية                    | 279.0                       | 235.2                       | 229.4                       | 201.0                       | 201.5                       | 171.0                       | 192.2                       | 179.8                       | 186.0                       | 232.5                       | 255.0                       | 282.1                       | 2٬644٫7                     |
| نسبة وصول أشعة الشمس                        | 66                          | 65                          | 60                          | 58                          | 60                          | 54                          | 58                          | 52                          | 52                          | 59                          | 64                          | 67                          | 60                          |
| المصدر #1: Servicio Meteorológico Nacional ‏ |                             |                             |                             |                             |                             |                             |                             |                             |                             |                             |                             |                             |                             |
| المصدر #2: NOAA (sun 1961–1990)             |                             |                             |                             |                             |                             |                             |                             |                             |                             |                             |                             |                             |                             |

## معرض صور

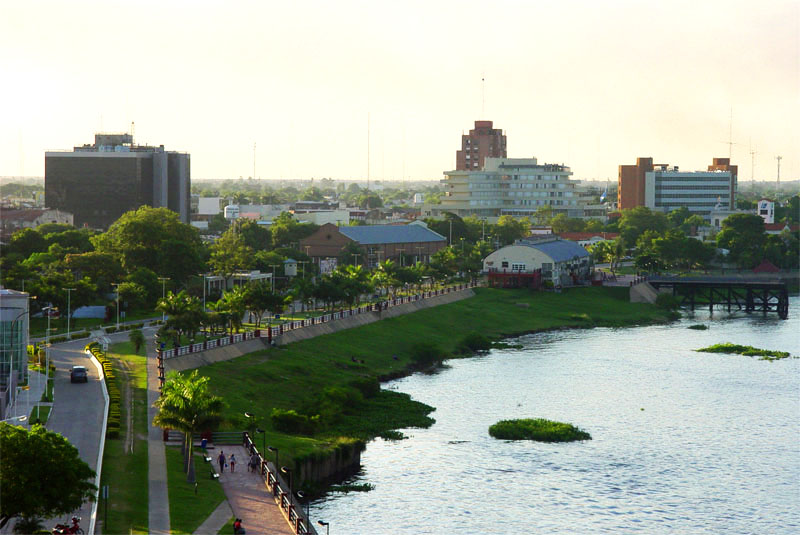
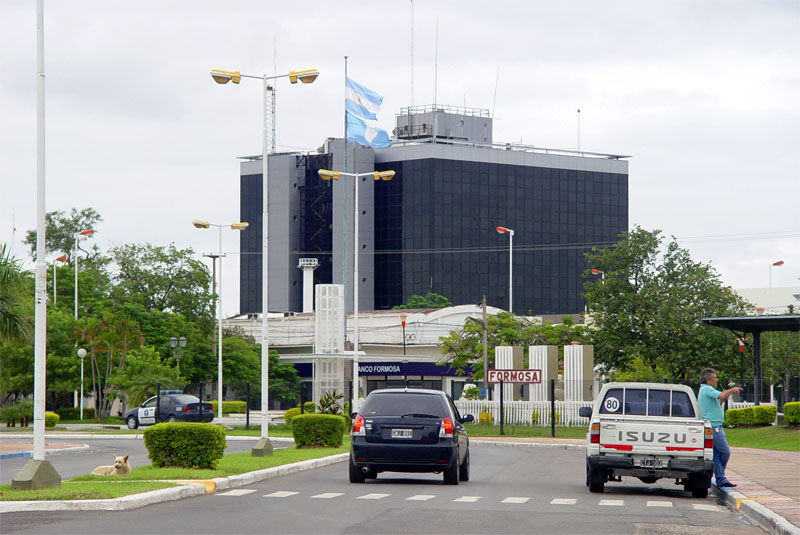
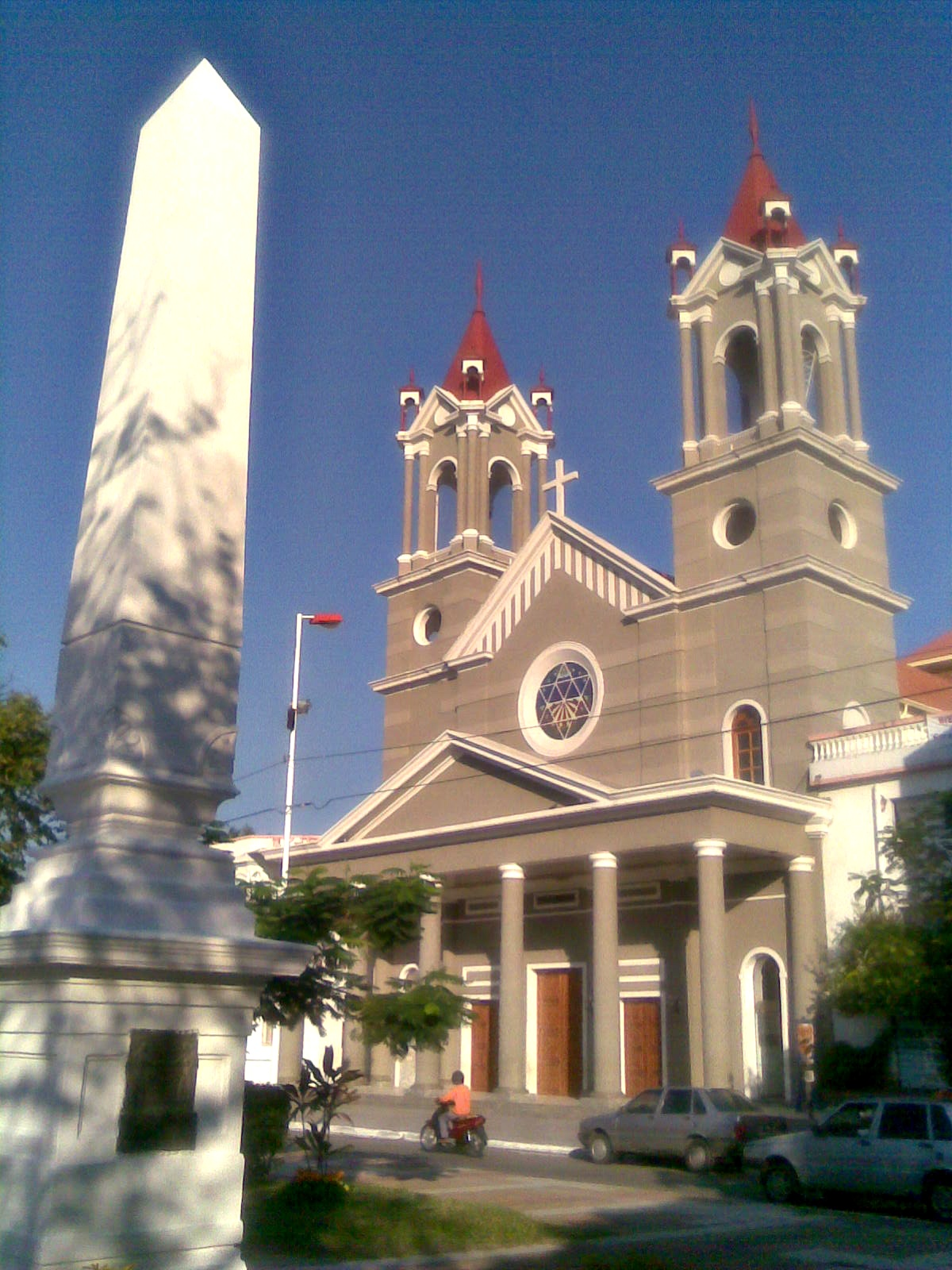

## أعلام
- غاستون خيمينيز
- ألدو باريديس
- إدغاردو ماسا
- مارتن ألاركون
- لوكاس باسيريني